# Beleg van Parijs (885-886)
Het Beleg van Parijs van 885-886 maakte deel uit van een plundertocht van de Vikingen op de Seine in het koninkrijk West-Francië. De Frankische troepen in Parijs stonden onder het commando van graaf Odo van Parijs. Het Vikingenleger stond onder leiding van de hoofdmannen Siegfried, Sinric en later Rollo.

## Parijs eind negende eeuw
Het Parijs van 885 was in omvang niet groter dan het Ile de la Cité. Desondanks was de stad voor de Franken van groot strategisch belang. Zo werd vanuit Parijs de zuidelijke loop van de rivier de Seine tot aan Melun gecontroleerd. Het was de Vikingen er dan ook veel aan gelegen om de strategisch gelegen stad in handen te krijgen.

## Aanloop
Ondanks dat de Vikingen al vele delen van het Frankische Rijk hadden geplunderd, kwamen ze pas voor het eerst bij de stad in 845, die ze vervolgens plunderden. Daarna vielen ze de stad nog drie keer aan in de jaren 860-869. Ze vertrokken pas na het opnieuw plunderen van de stad of na het ontvangen van losgeld dat door de plaatselijke bevolking betaald moest worden. In 864 werd begonnen met de bouw van twee bruggen die de stad verbonden met de oevers van de Seine.
Onder leiding van de markgraaf van Neustrië, Robert de Sterke, werd de stad verder versterkt om eventuele nieuwe aanvallen te kunnen afwenden. Na zijn dood werd de opbouw van de verdediging grotendeels gefinancierd door de plaatselijke heren, in plaats van de koning. Nadat Karel de Dikke gekroond werd tot koning van West-Francië leken de Franken de overhand te krijgen op de herhaaldelijke invallen van de Vikingen. Het was echter in 885, het jaar dat Karel de Dikke de troon van West-Francië besteeg, dat de Vikingen de grootste aanval op Parijs begonnen.

## Beleg
Nadat Karel de Dikke had geweigerd om de Vikingen te betalen, zeilden de Vikingenhoofdmannen Siegfried en Sinric met 700 schepen de Seine op. Naar verluidt met zo'n dertig- tot veertigduizend man. In eerste instantie probeerden de Franken te voorkomen dat de Vikingen de Seine zouden opzeilen, maar die slaagden er toch in en kwamen bij Parijs uit. Inmiddels bereidde Odo van Parijs de stad voor op de komende slag en verstevigde hij de bruggen. Hij deelde het commando van de troepen met bisschop Jocelin van Parijs. Ze hadden volgens de ooggetuige Abbo Cernuus slechts de beschikking over tweehonderd gewapende soldaten.
Eind november 885 arriveerden de Vikingen. In eerste instantie vroegen de Vikingen om het zogenaamde Danegeld. De graaf weigerde dit, waarop het beleg aanving. Met behulp van belegeringsapparatuur begonnen de Noormannen een aanval op de noordoostelijke toren. De Vikingen werden tijdens deze eerste aanval snel teruggeslagen. De volgende dag werd een poging gedaan de muren te ondermijnen en werd er gebruikgemaakt van een stormram. Ook deze aanval werd door de Parijzenaars afgeslagen.
Op deze wijze gingen de eerste twee maanden van beleg onveranderd door. In januari van 886 werd getracht door het droogleggen van een stuk van de rivier een nieuwe toegangsweg te creëren. Tevens werd getracht de houten toegangsbrug te vernietigen. Hierin slaagde men een maand later. Inmiddels waren de Vikingen druk bezig de omliggende plaatsen Évreux, Chartres en Le Mans te plunderen.

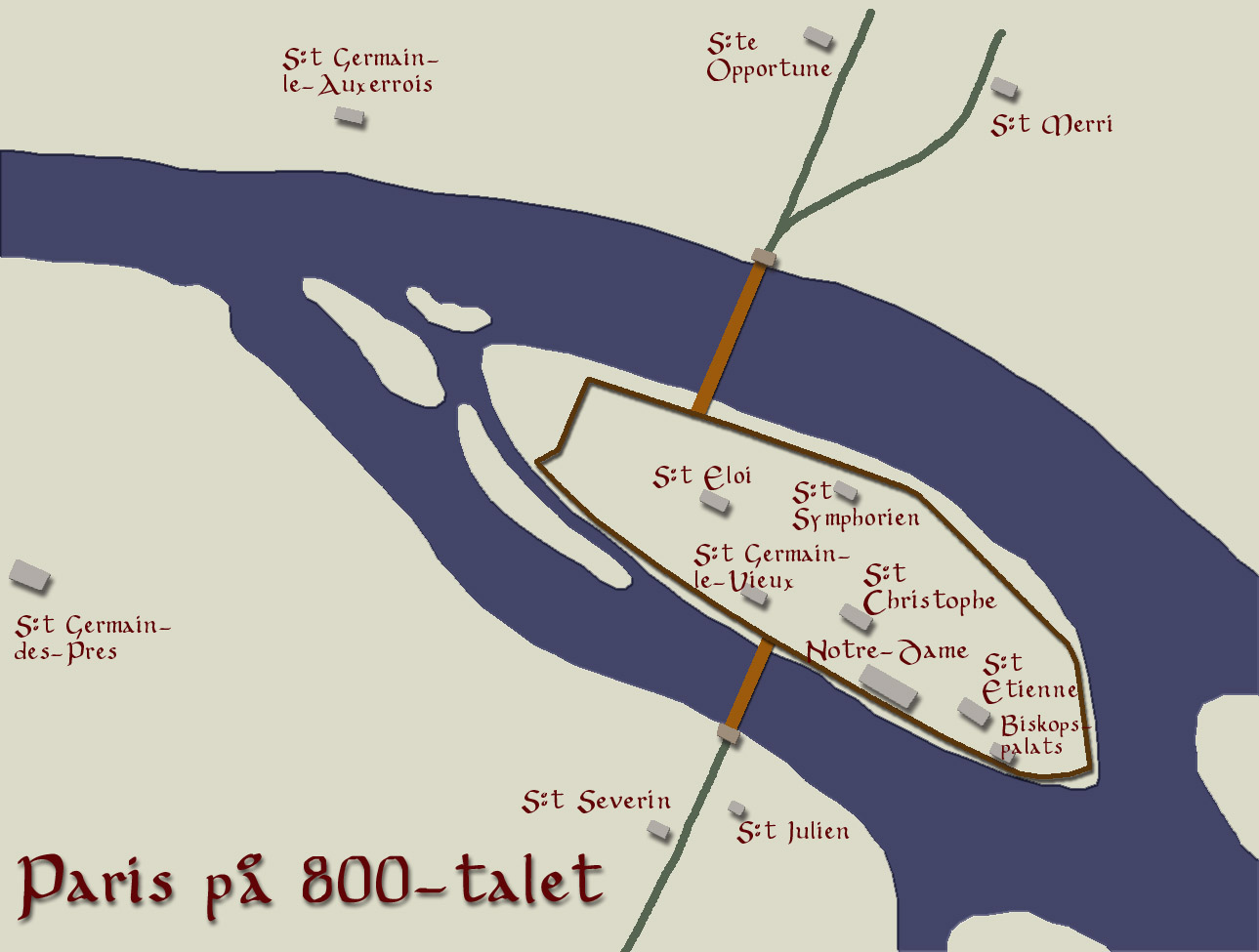
Kaart van Parijs eind 9e eeuw, met beide bruggen.

Inmiddels was Hendrik van Babenberg naar Parijs onderweg met een ontzettingsleger. Bij Parijs verergerde ondertussen de zaak. Bij de Vikingen heerste onvrede over het lange beleg, want inmiddels was Rollo de nieuwe aanvoerder van de Noormannen. In Parijs waren besmettelijke ziektes uitgebroken en was het van belang dat het beleg niet lang meer zou duren. Een aanval van Hendrik van Babenberg was niet effectief genoeg en de aanvoerder stierf in de greppels rondom de stad.
Pas in oktober arriveerde het keizerlijke leger onder leiding van Karel zelf. De keizer had echter niet de intentie om te vechten. Karel stond de Vikingen toe naar Bourgondië te zeilen, dat in opstand was gekomen, en daar te plunderen. Voor het opbreken van het beleg kregen de Vikingen 700 livres zilver, ofwel ongeveer 257 kg.

## Nasleep
De Parijzenaren en Odo stonden echter niet toe dat de Vikingen de Seine afzakten, zodoende moesten de schepen naar de Marne versleept worden. Toen Karel II in 888 stierf, werd Odo vanwege zijn verdiensten voor Parijs verkozen tot koning van West-Francië. Hiermee werd hij de eerste koning uit het huis der Robertijnen, dat gaandeweg de plaats zou overnemen van de Karolingen in West-Francië.

## Primaire bron
- Abbo Cernuus, De bellis Parisiacæ urbis (ed. trad. introd. N.-R. Taranne, 1834).
- Annales Vedastini.